# 슈바벤 공국
슈바벤 공국(Duchy of Swabia)은 중세 독일에서 부족 대공국 중 하나였기 때문에 가장 유력한 제후국 중 하나였다.
슈바벤이라는 이름은 게르만 민족의 일파인 수에비족에서 유래했고, 그 이름은 중세 성기의 부족 대공령이 확장했던 시대에는 종종 알라만니족으로 대체하여 사용되기도 했다. 라인강과 다뉴브강의 구석에 있던 수에비족에 다른 부족들이 합류함으로써, 11세기 무렵까지는, 알라만니가 와전되면서 알레만니라고 불리게 되었지만, 이 무렵에 ‘슈바벤’이란느 말이 널리 퍼지기 시작했다.
917년에 부르카르트 2세에 의해 공국 탄생이 선언되었다. 부르카르트 2세는 동프랑크의 젊은 왕 콘라트 1세와 동맹을 맺고, 915년 바흐르비브스 전투에서 알라만니의 패권을 다투던 적대자를 물리쳤다.
슈바벤을 지배한 가장 유명한 일족이 호엔슈타우펜가였고, 이 공국을 1079년부터 1268년까지 짧은 기간 지배했다. 대부분의 호엔슈타우펜 시대 동안, 이 가문은 로마왕 황제를 겸하고 있었다.
공국은 1268년에 마지막 공작인 콘라딘이 처형될 때까지 존속했다. 로마왕 루돌프 1세는 1273년에 슈바벤 공의 칭호를 부활시키기 위해 막내 아들 루돌프 2세에게 주었고, 그 루돌프 2세는 아들 요한 파리치다에게 계승시켰다. 1312년이나 1313년에 요한이 후계자를 남기지 못하고 사망하자 ‘부활한’ 칭호는 끝을 맞이하게 되었다.
바덴 변경백령 자체가 12세기에 슈바벤 공국에서 분리되었다.

## 역사

### 알레만니아
496년에 알라만니족은 프랑크 왕국 클로도베쿠스 1세에 패배하여 프랑크 왕국에 편입되어 프랑크 왕국 휘하의 몇몇 공작들에 의해 통치를 받았다. 7세기에 알라만니인은 기독교로 개종했다. 아우크스부르크와 콘스탄츠에 주교구가 설치되었고, 8세기에는 라이헤나우 수도원과 장크트갈렌 수도원이 세워졌다.
7세기 알라만니족들은 서서히 프랑크 왕국의 지배에서 벗어났지만, 709년에 헤르스탈의 피핀이 영토를 정복했고, 730년에 그의 아들 카롤루스 마르텔루스가 다시 그들의 속국으로 축소했다.  746년 칸슈타트의 블러드 코트라고 불리는 작전으로 오랫동안 이어왔던 공국의 종말을 고했고, 알라만니 가문은 이제 완전히 프랑크인의 통치하에 들어갔다. 카를로의 아들 피핀 3세는 부족 공작을 폐지하고, 팔라틴 백작 또는 캄머보텐 백작에 의해 알라만니아를 통치했다. 샤를마뉴 대제는 771년 알라만니 공주 빈츠가우의 힐데가르다와 혼인했다.

## 같이 보기
- 슈바벤 관구
- 슈바벤
- 수에비